# Молинье, Раймон
Раймо́н Молинье́ (фр. Raymond Molinier; 1904—1994) — французский троцкист.

## Краткая биография
Родился в Париже в 1904 году. В 1922 году присоединяется к Французской коммунистической партии. В середине 1920-х годов исключён из ФКП за поддержку Левой оппозиции.
В 1930 году становится одним из основателей Коммунистической лиги. В 1935 году вместе с Пьером Франком исключён из Группы большевиков-ленинцев (организации-преемницы Коммунистической лиги), действовавшей в качестве фракции внутри СФИО. Вместе с Франком издаёт журнал «La Commune», а в июне 1936 года создаёт Международную коммунистическую партию (МКП), не связанную с Движением за Четвёртый интернационал. В июне 1936 года Революционная рабочая партия (Parti ouvrier révolutionnaire) объединяется с МКП, лидерами которой являются Пьер Франк и Раймон Молинье, и учреждают Международную рабочую партию. Однако уже в октябре этого же года группа вокруг Франка и Молинье выходит из организации и вновь действует как МКП, после чего их официально исключают из Четвёртого интернационала.
После начала Второй мировой войны уехал в Великобританию. Вскоре уехал в Бразилию, где находился весь период мировой войны. Восстановлен в Четвёртом интернационале в 1944 году. Умирает во Франции в 1994 году.
Его брат, Анри Молинье (1898—1944), также был известным французским троцкистским деятелем. Он погиб в стычке с немецкими оккупационными силами во время восстания в Париже.